# Samuel Gustaf Mellin
Samuel Gustaf Mellin, född 21 september 1792 i Källeryds församling i Jönköpings län, död 31 augusti 1856 i Säby församling i Jönköpings län, var en svensk präst. 

## Biografi
Samuel Gustaf Mellin föddes på komministerbostället Näs i Källeryds församling. Han var son till Carl Johan Mellin, senare kyrkoherde i Unnaryds församling, och Sara Elisabeth (Elise) Löfgren. Mellin blev 1812 student vid Uppsala universitet, 1814 vid Lunds universitet och avlade magisterexamen 1820. Han prästvigdes 1 augusti 1819 och blev 1820 pastorsadjunkt i Kärda församling. År 1820 blev han vikarierande kollega vid Jönköpings trivialskola och 3 april 1822 kollega vi Växjö trivialskola. Mellin blev subalternlärare vid Kungliga Gymnastiska Centralinstitutet 1824. Han var från 1826 till 1839 gymnastiklärare i Växjö. Under hans tid som lärare föredrog han grunderna i anatomi och fysiologi. Den 18 oktober 1828 blev han notarie vid Växjö domkapitel och fick samma år tillstånd att söka tjänst i regala pastorat. Mellin blev 26 maj 1837 kyrkoherde i Säby församling och utnämndes 17 december 1845 till prost. Han blev senare kontraktsprost och avled 1856 i Säby församling.

### Familj
Mellin gifte sig andra gången 1841 med Emelie Ohrling (1818–1847). Hon var dotter till kyrkoherden Carl Peter Ohrling och Catharina Theodora Acharius i Väderstads församling. År 1849 gifte sig Mellin med Hedvig Bolander (1809–1894), änka efter kyrkoherden Johan Bergvall i Linderås församling.